# Bittacus issikii
Bittacus issikii is een schorpioenvlieg uit de familie van de hangvliegen (Bittacidae). De wetenschappelijke naam van de soort is voor het eerst geldig gepubliceerd door Miyamoto in 1979.
De soort komt voor in Japan.